# Dolors Lamarca i Morell
Dolors Lamarca i Morell (Granollers, Vallès Oriental, 19 d'octubre de 1943) és una bibliotecària i filòloga catalana, que dirigí la Biblioteca de Catalunya en un moment de modernització d'aquesta institució. Casada amb Antoni Comas i Pujol, va tenir tres filles.

## Biografia
Va estudiar Filologia Clàssica a la Universitat de Barcelona i Biblioteconomia a l'Escola de Bibliologia. El 5 de novembre de 1974 ingressà al Cos Facultatiu d'Arxivers, Bibliotecaris i Arqueòlegs (Secció Biblioteques) amb destinació a la Universitat de Barcelona.
Dolors Lamarca havia estat cap del "Servei de Biblioteques i del Patrimoni Bibliogràfic de la Generalitat de Catalunya" des de l'1 d'agost de 1980 fins al 2 de març de 1983. Durant aquests anys establí les bases de l'actual sistema bibliotecari català, adaptant la normativa catalogràfica a través de l'Institut Català de Bibliografia i obrint noves biblioteques per donar més servei a la població. Posteriorment va ser directora de la Biblioteca de la Universitat de Barcelona durant gairebé vint anys -1984-2000-, aconseguint importants fites al cap d'aquesta xarxa de biblioteques, com la modernització de les estructures i edificis i la informatització.
A partir del 12 de febrer de 2004 va passar a dirigir la Biblioteca de Catalunya, càrrec que va mantenir fins al juny del 2012. Durant aquests set anys va gestionar un fons de gran valor bibliogràfic i documental format per més de tres milions de documents en suports diversos. En una època en què la societat de la informació es va fer important, va engegar dins la Biblioteca diferents projectes de digitalització del fons patrimonial que permeten la difusió a nivell global del patrimoni de la Biblioteca de Catalunya, i de tot allò que està editat a Catalunya, conservant-ne així al mateix temps la totalitat dels continguts. Sota el seu lema "oberta, fiable i útil" modernitzà la BC dotant-la de nous equipaments, millorant els processos interns i encarant la catalogació del fons pendent de processar. Sota la seva direcció s'adquiriren nombrosos fons patrimonials musicals, literaris o gràfics.

## Reconeixements
El 2010 li va ser concedida la Medalla de la Ciutat de Granollers, per haver impulsat la renovació i modernització de les biblioteques, amb la clara convicció de fer més accessibles els continguts al públic.

## Publicacions
- Albéniz, Isaac; Granados, Enric; Lamarca, Dolors ... [et al.]. Azulejos.  Barcelona: Biblioteca de Catalunya : Museu de la Música, 2010. ISBN 9790901314849.
- Lamarca, Dolors; Serra Aranda, Eugènia «Deu pinzellades de la història recent de la Biblioteca de Catalunya (1993-2007)» ( PDF). Item. Revista de biblioteconomia i documentació, Núm. 46, 2007, pàg. 35-51 [Consulta: 9 setembre 2015].